# Teri Thornton
Teri Thornton (* 1. September 1934 in Detroit als Shirley Enid Avery; † 2. Mai 2000 in Englewood in New Jersey) war eine US-amerikanische Jazz-Sängerin.

## Leben und Wirken
Gegen anfänglichen Widerstand ihrer Mutter, einer Gospelchor-Leiterin und Sängerin, die in Detroit eine eigene Radioshow hatte (und sie eher in Richtung klassische Musik drängen wollte), wandte sie sich dem Jazz zu und gewann einige lokale Wettbewerbe. Obwohl sie schon mit 19 Jahren geschieden war und zwei Kinder hatte, verfolgte sie ihre Karriere weiter und begann 1956 in einem Jazzclub (Ebony Club) in Cleveland professionell zu singen. In Chicago, wohin sie danach zog (und zeitweise in einem Strip-Club Piano spielte), erregte sie die Aufmerksamkeit von Cannonball Adderley und Johnny Griffin, die Orrin Keepnews überzeugten 1961 ihr erstes Album „Devil May Care“ bei Riverside Records herauszubringen, auf dem Clark Terry, Freddie Green und Wynton Kelly mitspielen. Ein zusätzlicher Karriere-Push war der Titelsong der TV-Serie „Naked City“ („Somewhere in the Night“), den sie 1962 aufnahm; er brachte ihr einige Auftritte in TV-Shows wie der Tonight Show von Johnny Carson und der Ed Sullivan Show. 1963 nahm sie „Open Highway“ für Columbia Records auf. 1964 hatte sie einen großen Auftritt an der Seite von Ella Fitzgerald (die sie damals in Down Beat als ihre Lieblings-Sängerin bezeichnete) und Duke Ellington in einem Fernsehtribut zum vierzigjährigen Bühnenjubiläum Ellingtons.
Danach verlief ihre Karriere schleppend, teilweise bedingt durch die Dominanz von Rock- und Popmusik Ende der 1960er Jahre, teilweise aufgrund ihrer Alkoholprobleme und schlechtem Management. Sie zog nach Los Angeles und schrieb Songs. Erst 1979 begann sie wieder in Bars aufzutreten, wo sie sich selbst am Klavier begleitete, zunächst in Los Angeles, ab 1983 wieder in New York. Nach einer überstandenen Krebsoperation 1997 gewann sie überraschend den angesehenen Thelonious-Monk-Gesangswettbewerb 1998 (den sie auf Drängen ihrer Managerin bestritt). Das brachte ihr einen Vertrag bei Verve Records ein, wo sie erstmals wieder ein Album veröffentlichen konnte („I’ll be easy to find“ 1999). Noch im Januar 2000 hatte sie ein Engagement im Village Vanguard, starb dann aber an den Folgen ihres Krebsleidens.